# 叙尔维尔
叙尔维尔（法語：Surville，法語發音：[syʁvil] ⓘ）是法国厄尔省的一个市镇，属于莱桑德利区。

## 地理
叙尔维尔（49°11'49"N, 1°6'19"E）面积5.72 平方千米，位于法国诺曼底大区厄尔省，该省份为法国北部内陆省份，北起滨海塞纳省，西接奧恩省和卡爾瓦多斯省，南至厄尔-卢瓦省，东临瓦兹省、瓦兹河谷省和伊夫林省。
与叙尔维尔接壤的市镇（或旧市镇、城区）包括：克拉维尔、泰尔德博尔、卢维耶、拉艾勒孔特、勒梅尼勒茹尔丹、卡特勒马尔。
叙尔维尔的时区为UTC+01:00、UTC+02:00（夏令时）。

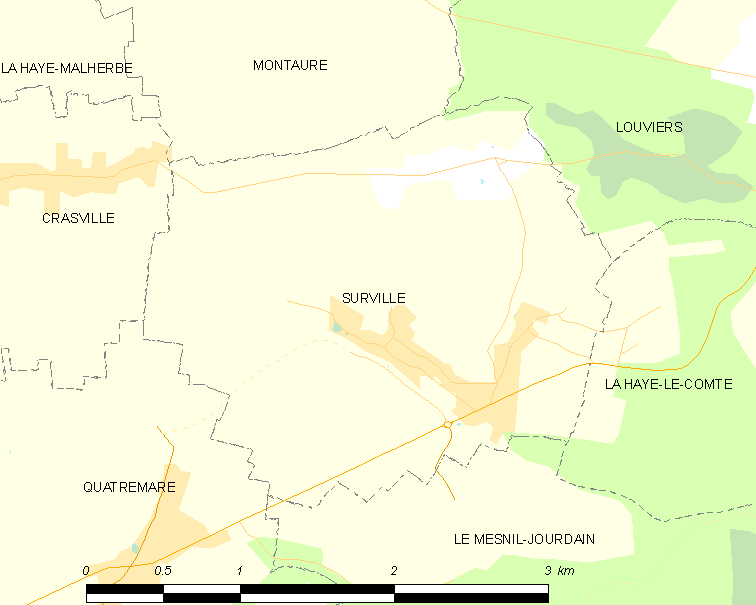
叙尔维尔的OSM定位图

## 行政
叙尔维尔的邮政编码为27400，INSEE市镇编码为27624。

## 政治
叙尔维尔所属的省级选区为蓬德拉尔什县。

## 交通
厄尔省省道D108线、D112线和D133线呈“工”字形在境内交汇。

## 人口

1962-2008年间叙尔维尔人口变化图示

叙尔维尔于2022年1月1日时的人口数量为854人。